# Globus (Wochenzeitschrift)
Globus ist eine kroatischsprachige Wochenzeitschrift aus Zagreb. Globus war das erste und ist heute eines der wenigen seriösen politischen Wochenmagazinen in Kroatien. Heute bezeichnet sich Globus als modernes, demokratisches und liberales Magazin. Es gehört der größten Mediengruppen des Landes, Hanza Media.

## Geschichte
Globus erschien erstmals im Dezember 1990, als sich Kroatien auf dem Weg zur Unabhängigkeit befand. Das Magazin recherchierte u. a. undurchsichtigen Privatisierungen im jungen Kroatien und versuchte während des Kroatien-Krieges eine objektive Haltung einzunehmen, anders als viele andere Medien damals. Das Magazin galt als objektiv. Auch nach Ende des Krieges 1995 zählte Globus zu den wenigen regierungskritischen Medien und war somit eine wichtige oppositionelle Plattform.